# Sišćani
Sišćani is een plaats in de gemeente Čazma in de Kroatische provincie Bjelovar-Bilogora. De plaats telt 345 inwoners (2001).